# كارتر ألبرشت
كارتر ألبرشت (بالإنجليزية: Carter Albrecht)‏ هو موسيقي أمريكي، ولد في 23 يونيو 1973، وتوفي في 3 سبتمبر 2007.

## وصلات خارجية
- كارتر ألبرشت على موقع IMDb (الإنجليزية)
- كارتر ألبرشت على موقع ميوزك برينز (الإنجليزية)